# 布兰卡·埃斯特拉·帕冯

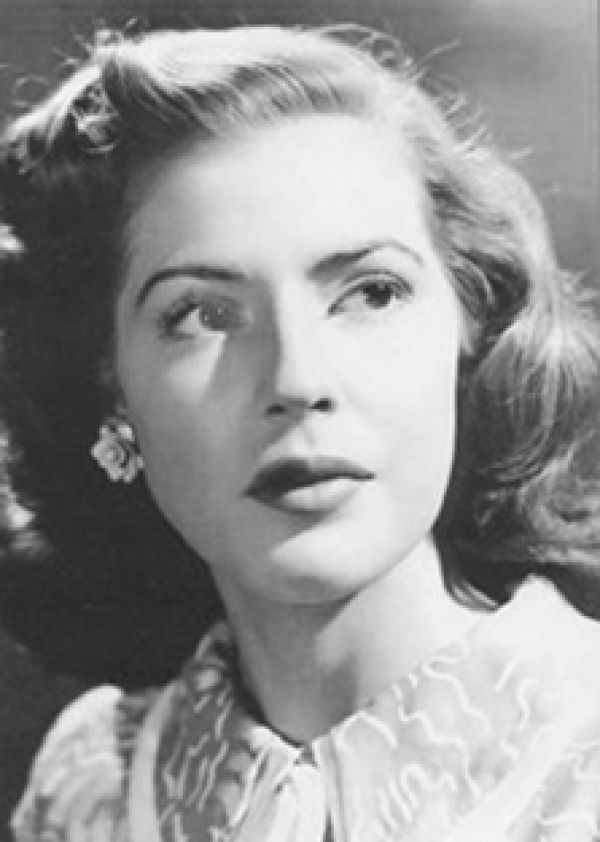
布兰卡·埃斯特拉·帕冯

玛丽亚·布兰卡·埃斯特拉·帕冯·巴斯孔塞洛斯（María Blanca Estela Pavón Vasconcelos，1926年2月21日—1949年9月26日）是墨西哥电影女演员和歌手。她与佩德罗·因方特一起主演了多部电影。她凭借1947年的电影获得阿里爾獎最佳女演员奖。1949年9月26日，她因飛機墜機而身亡。 